# Андрусяк Анна-Дарія Іларіонівна

### АНДРУСЯ́К Анна-Дарія Іларіонівна (22 грудня 1957 – 14 травня 2025 смт Глибока, Чернівецька область, Україна) — українська акторка, ведуча, режисерка, громадська діячка,театральна педагогиня, Заслужена артистка України (2002 р.). (фото чб)[1]

#### Життєвий і творчий шлях
Анна-Дарія Андрусяк народилася у маленькому буковинському містечку Глибока, де природа, краса рідного краю, народна мова, українська музика, багаті буковинські традиціїсформували її світогляд, цінності та вплинули на подальше життя.
Дарія друга дитина в сімʼї. Народилася після старшої Марійки, перед молодшим Василем. З народження амбітна, хоч і стримана, соромʼязлива, але вольова, вродлива і неймовірно обдарована.
По закінченню школи вирішує вступати в Чернівецький Національний університет ім. Ю. Федьковича на філологічний факультет. Успішно здає іспити, однак, доля відвертає вродливу дівчину від цього рішення.
Дарія працює в місцевому будинку культури. Саме тут виконуючи роль Жені Камелькової у виставі «А зорі тут тихі» під час огляду художньої самодіяльності запрошені гості помічають Її. Вражені талантом молодої артистки, члени комісії наполегливо рекомендують Дарії вступати до Київського театрального інституту. Вона так і зробила. Прийшла на курс Народної артистки України Валентини Іванівни Зимньої. Бо не уявляла свого життя без театру.
На четвертому курсі театрального інституту Дарія Андрусяк довела свою майстерність роллю Емми Фішер у виставі за твором Карла Вітлінгера «Людина з зірки». До речі, Її роль складалася з шести ролей в одній виставі. Акторка створила самобутні, не схожі один на одний характери. (додати фото з дипломної вистави. Підпис: Дарія Андрусяк у ролі «Варки». Дипломна вистаа "Безталанна». Курс В. І. Зимньої)
Дарія Андрусяк казала, що саме професійна школа Її майстра, наставника, другої мами, разом з власною працелюбністю і працездатністю, стали запорукою успіху в майбутньому.
У 1981–1983 рр. акторка працювала в Київському театрі поезії, де формувалося її витончене відчуття пластики і слова. (фото)
З 1983 по 1994 рік — Дарія Андрусяк – провідна акторка Чернівецького українського музично-драматичного театру ім. Ольги Кобилянської. Серед її робіт ролі у виставах:
• Лисиця — «Лис Микита» І. Франка
• Уля — «Мина Мазайло» М. Куліша
• Аза — «Циганка Аза» М. Старицького
• Оль-Оль — «Дні нашого життя» Л. Андреєва
• Ольга — «Сад без землі» Л. Розумовської
• Лізетта, Амброуджія — «Декамерон» Дж. Боккаччо
• Ґабріель — «Дівчина-гусар» Ф. Коні
• Роберта — «Чужа голова» М. Еме
• Аннушка — «На людному місці» М. Островського
• Докія — «Руда кобила з дзвіночком» І. Друце
У виставі «Гнат Приблуда» у постановці Анатолія Литвинчука 1986 року акторка зуміла донести до глядачів правду людського характеру, глибоку народність, викривальний пафос та гуманістичну суть твору. Участь у виставі Дарії критика назвала «яскравою акторською удачею». (додати фото)
З несамовитим творчим запалом артистка ділилась спогадами про роботу над роллю у виставі «Дні нашого життя» Леоніда Андрєєва. Оль-Оль - психологічно складний, водночас дуже цікавий характер.
Також Дарія Андрусяк була в захваті від ролей, які вимагали максимального проявлення. Багатогранну палітру емоцій та творчого обдарування артистка вклала у ролі у виставі «Декамерон». Вона, як ніхто, могла врятувати театр від зриву вистави, вивчивши за одну ніч текст ролі на декілька десятків сторінок, і саме вона одна з небагатьох, хто силою своєї праці і таланту не раз викликала бурхливі овації глядачів.
Колеги писали: «Режисерський пошук Петра Колісника увінчався успіхом у виставі за пʼєсою «Сад без землі» Людмили Розумовської у 1988 році, у якій Дарія виконала роль Ольги. Точно знайдений художній образ - все навколо хитке, ненадійне, рухливе - знайшов втілення у сценографії, де всі елементи оформлення хитались, ніби весь світ геров пʼєси ненадійний, нестійкий. Головною прекрасою якої, стала молода актриса Анна-Дарія Андрусяк».
Кожна роль Дарії Андрусяк — це не просто сценічне перевтілення, це акт глибоко-духовного діалогу з глядачем.
У період 1994–1998 років Дарія Андрусяк працює у театрі-студії «Голос», де експериментує з новими театральними формами, має більше творчої свободи. (додати посилання)
У 1998 році артистка заснувала Драматичну експериментальну студію при Українському народному домі у Чернівцях. Де працювала художньою керівницею, режисеркою та провідною акторкою. Незалежний театральний осередок став майданчиком духовного зростання, культурного діалогу та пошуків істини на сцені. Якісно новою сходинкою у творчості Дарії Андрусяк стала видовищна, колоритна, самобутня, неординарна моновистава створена за новелою О. Кобилянської«Некультурна», яку артистка поставила на сцені Драматичної Експериментальної студії у 1999р. та виконала у постановці головну роль Параски.(додати посилання)
Подальші роки Анна-Дарія активно реалізовує себе, як ведуча концертів, святкових імпрез, творчих вечорів та зустрічей, шоу-програм, конкурсів, фестивалів, урочистих академій, телерадіомарафонів. (додати фото з Дворським)
Звісно, творче життя, особливо, коли ти яскраво обдарована особистість не обходиться без критики. Від зіпсованого костюму, до скла в туфлях. Акторка пережила море пліток, обговорень, несправедливих звинувачень, попри це зуміла зберегти у душі божественне світло, любов до світу, прийняття всього, що дарує Всевишній.
У 2006 р. Дарію Андрусяк запрошують викладати фахові мистецькі дисципліни у  Чернівецьке обласне училище мистецтв ім. С. Воробкевича. Саме у цих стінах вона дає дорогу в життя багатьом молодим людям. Не просто, як викладач – духовний порадник, друга мама, для декого стає найріднішою серед рідних.
Висока вимогливість з метою шліфування кожної паузи, слова, жесту формують у студентів відповідальне ставлення до роботи і повагу до обраної професії.
Дарія Іларіонівна стає авторитетом  не лише для студентів, а й для викладачів, які на Її прикладі вчаться спілкуватися з вихованцями, виконувати важку творчу роботу навчаючи молодь.
Не лише студенти власних курсів, вихованці інших майстрів часто зверталися до пані Дарії за порадою, щирим словом, підтримкою. Вона була тією, хто ніколи не відмовляв, без залишку віддавала себе іншим.
Робота на найвищому рівні – була її метою і орієнтиром. Навіть в особистих розмовах студенти частенько говорити про те, що рівних Дарії Андрусяк у навчальному закладі немає. Її покази вирізнялися вишуканістю, професіоналізмом, неймовірно відповідальним ставленням до роботи.
Артистка неабияку увагу приділаля репертуару. Не повторювала постановки, які створювала на попередніх курсах. Ретельно працювала зі студентами над естетикою афіш, запрошень, старано підбирала музичне оформлення. Вчила студентів, як з непотрібного шматка тканини створити вишуканий сценічний одяг.
Здавалось, Вона вміла все. Один погляд, одне слово – наштовхували на думки, що породжували в результаті цікаві роботи.
Чотири роки – період, коли студенти відчували Дарію Іларіонівну своєю Мамою, другом, наставником. Тонко, делікатно, дуже людяно і абсолютно безкорисливо артистка вкладала у кожного, хто до неї приходив людські цінності, розвивала найкращі якості, підказувала шлях. Мистецтво – доволі широка галузь. Дарія Андрусяк чітко бачила кому бути ведучим, кому актором, кому режисером чи сценаристом, кому диктором чи працівником телебачення. Її любили і поважали. Вона обрала шлях служіння людям.
Її підхід до роботи – це абсолютна самовіддача. Людина не шкодувала особистого часу, часто займалася понаднормово, ділячись зі студентами своїми знаннями та досвідом. Вона любила пригощати чаєм з канапками, тортом з мандаринами, пиріжками з цукерками. Обожнювала експериментувати та мріяти, бачила красу навколо, прагнула завершення війни. Часто організовувала благодійні заходи, патріотичні події та акції, допомогала «викидати» російські слова з лексикону на користь питомо українським.
Дарію Андрусяк любили не тому, що чекали ролей, похвали чи наставництва в майбутньому, а тому, що не можливо нелюбити людину в якої прозора криштальна Душа. Анна-Дарія щедро обдаровувала своїх студентів батьківською любовʼю, неабиякою прихильністю, завжди надавала віру та мотивацію в талант молодих людей! Вона була незамінною, душею училища мистецтв, світлом, яке завжди гріло та оберігало інших.
Велика честь навчатися у такої Людини. З Її боку – подвиг існувати у заздрісному середовищі випромінюючи світло, допомагаючи колегам, надаючи висорівневу кваліфікацію студентам. Майже 20 років артиска віддала своїм вихованцям, яких Вона називала «своїми дітьми». А Її діти називали Її – мамою ДІ.
За час роботи акторка випустила понад 120 студентів денної і заочної форми навчання. Як часто буває, не всі залишились у професії. Однак, вони отримали велику школу людяності та добра. З тих, хто продовжив справу Майстра: Дмитро Олійник (лауреат театральної премії «Київська Пектораль 2015» за кращий акторський дебют, актор театру «Золоті ворота», «Театру на лівому березі Дніпра»), Марта Шумілова-Лисякова (режисер), Анастасія Стирова (режисер телебачення), Олег Гамаль (автор цифрового контенту), Валентина Данилюк-Ливинська (диктор, сценарист, ведуча), Міла Куанова, Олександра Денис, Анжеліка Маріанчук (Мязга) (ведуча), Микола Пазюк (актор-режисер київського театру «Актор»), Святослав Майстрюк (актор-режисер київського театру «Актор»), Роман Рітер (актор) та інші.
Творчий доробок Дарії Андрусяк:
Більше 69 прожитих ролей, тисячі проведених заходів (більшість з них найвищого державного рівня, бо довіряли саме Їй), десятки авторських сценаріїв, врятовані від провалу прем’єри (коли за ніч акторка вчила текст ролі, маючи терміновий ввод), сотні постановок, як режисер Чернівецького фахового коледжу мистецтв ім. С. Воробкевича. Також це успіхи Її студентів. Тому, творчий доробок Дарії Андрусяк постійно збагачується. Бо пам’ять про Неї житиме вічно…
1. ↑  ЕНЦИКЛОПЕДІЯ СУЧАСНОЇ УКРАЇНИ.